# Kali Kinga
Kali Kinga (Marosvásárhely, 1971. július 7. –) író, antropológus, diaszpórakutató.

## Életpályája
A kolozsvári Babeș–Bolyai Tudományegyetem magyar irodalom/nyelvészet és néprajz szakán és a budapesti Eötvös Loránd Tudományegyetem Európai Etnológia PhD-programján végezte tanulmányait. 
Antropológiai kutatásainak középpontjában az erdélyi és magyarországi örmény identitás áll, ez a témája doktori tézisének is.
1989-től erdélyi és magyarországi irodalmi és társadalomtudományi lapokban, illetve szépirodalmi antológiákban, antropológiai gyűjteményekben publikál szépprózát, valamint antropológiai esszéket, tanulmányokat, mélyinterjúkat, kritikákat. 
1996-tól Budapesten él.

## Díjai, kitüntetései
2017-ben elnyerte a Budapest Fővárosi Örmény Önkormányzat Ani Trdat Emlékérmét az örmény kultúra szolgálatáért.

## Művei
- Világok (Bizánc és ortodoxia, ÁlomLátó, ÖrményLátó), Látó-Bookart, 2012.
- A szív kutyája – Lányok és apák antológiája, Jaffa Kiadó, 2010;
- Az év novellái 2010, Magyar Napló Kiadó
- Örmények – Magyar írók az örmény emberről, Noran Kiadó, 2008;
- Körkép 1999, Magvető Kiadó
- Literary Ark / Grakan Tapan 2012, Vernatun, Jereván, 2013.
- Távol az Araráttól… A magyarörmény irodalom. Erdélyi Örmény Múzeum 20., Budapest, 2014.
- A századelő novellái, Magyar Napló Kiadó, Budapest, 2018

## Közös tanulmánykötetek
- Tanulmányok a magyarországi bolgár, görög, lengyel, örmény, ruszin nemzetiség néprajzából, a Magyar Néprajzi Társaság kiadványa, Budapest, 1996
- Örmény diaszpóra a Kárpát-medencében II., a PPKE BTK Történeti Tanszékének kiadványa, Piliscsaba, 2007.
- Válogatás a magyarországi nemzetiségek néprajzi köteteiből 7. A Magyar Néprajzi Társaság kiadványa. Budapest, 2014.
- Kriza János Néprajzi Társaság Évkönyve 22. – Néprajzi intézmények, kutatások, életpályák; Kriza János Néprajzi Társaság, Kolozsvár, 2014.
- ÖrményLátó – Látó 2008/04 – vendégszerkesztő